# Jessica Campbell (hockey)
Jessica Eve Campbell (24 de junio de 1992) es una entrenadora profesional canadiense de hockey sobre hielo y también exjugadora de este deporte. Es la entrenadora asistente del Seattle Kraken de la Liga Nacional de Hockey (NHL). Es ampliamente reconocida por ser la primera entrenadora femenina en la NHL. Durante su carrera como jugadora, jugó para el equipo nacional femenino canadiense. Hizo su debut jugando con el equipo nacional canadiense en la Copa de las 4 naciones de 2014 y ganó una medalla de plata con el equipo en el Campeonato Mundial Femenino de la IIHF de 2015.

## Carrera como jugadora

### Carrera temprana
Fue miembro del equipo de Saskatchewan durante tres años y sirvió dos veces como capitán del equipo. Representó a Saskatchewan en el Campeonato Nacional Femenino Sub-18 en 2007, cuando el equipo terminó quinto en la clasificación general. Ganó una medalla de oro en los provinciales de Saskatchewan con los Melville Millionaires en 2006. En 2007, compitió en el Mac's Midget Tournament con Melville Prairie Fire. Participó representando a Saskatchewan en el Campeonato Nacional Femenino Sub-18 de 2008 y volvió a quedar en quinto lugar. Al año siguiente, jugó para Saskatchewan en el Campeonato Nacional Femenino Sub-18 de 2009 y llevó al equipo a un séptimo puesto. Cabe destacar que Campbell lideró a Melville en anotaciones en 2006-07 y 2007-08.
También formó parte del equipo de Búsqueda de la Excelencia de Hockey Canadá. Fue capitana de Pursuit of Excellence en 2008-09 y 2009-10. Ganó una medalla de plata en el Torneo Internacional de Hockey sobre Hielo Bantam de Kamloops con Pursuit of Excellence en 2009, donde fue reconocida como la mejor delantera y MVP del torneo. En 2009-10, terminó segunda en puntuación y ayudó a Pursuit of Excellence a ganar la Copa Desafío 2010 de la Liga de Hockey Femenino Juvenil (JWHL). En los 41 partidos que disputó con Pursuit of Excellence, marcó 57 goles y 47 asistencias para 104 puntos.

### Cornell Big Red
La carrera de hockey sobre hielo universitario de Campbell se jugó con el programa de hockey sobre hielo femenino Cornell Big Red de la Universidad de Cornell en la conferencia de hockey ECAC de la División I de la NCAA desde la temporada 2010-11 hasta la temporada 2013-14.
El 23 de octubre de 2010, Campbell anotó un triplete contra los Robert Morris Colonials. Dos de los goles llegaron en el juego de poder. En las semifinales de hockey ECAC de 2010, Campbell anotó un gol en la victoria sobre los Quinnipiac Bobcats. Aunque se perdió el partido por el campeonato de hockey de la ECAC contra Dartmouth debido a una lesión, Campbell regresó a la alineación para la derrota del NCAA Frozen Four ante los Boston University Terriers el 18 de marzo. Campbell terminó su temporada inaugural con Big Red apareciendo en 31 partidos, registrando 11 goles y acumulando 15 asistencias para 26 puntos y una calificación de +22.

### CWHL
En el Juego de Estrellas de la CWHL 2014-15, Campbell se desempeñó como capitán del Equipo Blanco, convirtiéndose en el primer novato en servir como capitán del Juego de Estrellas. Campbell anotó el único gol del Equipo Blanco en una derrota por 5-1 ante el Equipo Negro en el Juego de Estrellas de la CWHL 2015-16.
En febrero de 2016, organizó una recaudación de fondos para Do It For Daron (DIFD), una organización sin fines de lucro que promueve el "diálogo abierto sobre la salud mental de los jóvenes". Durante el evento, los jugadores de Calgary Inferno vistieron camisetas moradas, el color oficial de DIFD.
Campbell ayudó al Calgary Inferno a conseguir su primer campeonato de la Copa Clarkson en 2016. En el partido disputado en el Canadian Tire Centre de Ottawa, anotó dos veces en la victoria por 8-3 sobre Les Canadiennes de Montréal.

## Juego internacional
Campbell jugó por primera vez con el equipo nacional femenino canadiense sub-18 en un partido el 24 de marzo de 2010 contra las Estrellas de la Asociación de Hockey Femenino de Ontario (OWHA). Ella anotó el primer gol del partido para el Equipo de Canadá, cuando las Estrellas de OWHA derrotaron al equipo sub-18 por un marcador de 3-2.
Campbell llevó al equipo nacional sub-18 de Canadá a una medalla de oro en el Campeonato Mundial Femenino Sub-18 de la IIHF de 2010 en Chicago. Ella fue la capitana del equipo, lideró a todas las jugadoras en anotaciones y anotó el gol de la victoria en el tiempo extra del partido por la medalla de oro contra Estados Unidos. Por sus esfuerzos, fue nombrada jugadora más valiosa por la dirección del torneo y fue seleccionada como una de las tres mejores jugadoras de Canadá por los entrenadores. Como miembro del equipo ganador de la medalla de oro, apareció en una tarjeta de hockey en la serie Upper Deck 2010 World of Sportscard. Además, participó en el evento Canada Celebrates el 30 de junio en Edmonton, Alberta, que reconoció a los campeones olímpicos y mundiales canadienses de la temporada de hockey sobre hielo 2009-2010.

## Carrera como entrenadora
Después de retirarse de la selección nacional canadiense en 2017, Campbell comenzó a entrenar. Como propietaria de JC Powerskating, su clientela incluía a Tyson Jost, al campeón de la Copa Stanley Joel Edmundson y a la medallista de oro olímpica Natalie Spooner.
En julio de 2022, fue contratada como entrenadora asistente de los Coachella Valley Firebirds, la principal filial de ligas menores del Seattle Kraken de la NHL. En su nuevo rol, se convirtió en la primera mujer empleada a tiempo completo como entrenadora detrás del banco en la AHL.

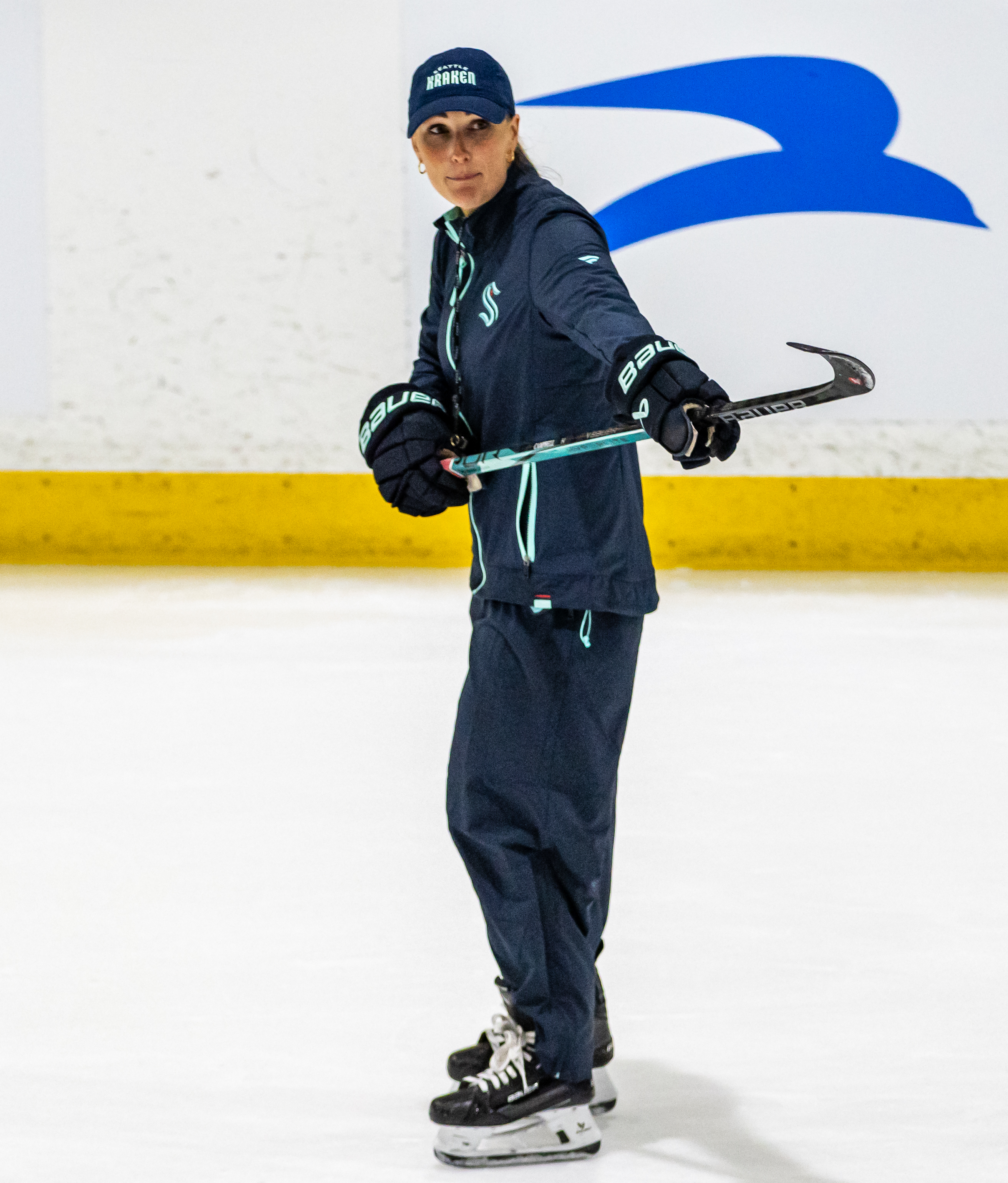
Campbell entrenando en el campamento de desarrollo de Seattle Kraken en 2024

El 3 de julio de 2024, Campbell fue contratada para ser entrenadora asistente del Seattle Kraken, convirtiéndose en la primera entrenadora femenina en estar detrás del banco en la historia de la NHL. Campbell trabajó con el entrenador en jefe Dan Bylsma con los Firebirds. Hizo su debut como entrenadora asistente durante la apertura de la temporada regular del equipo el 8 de octubre 

## Vida personal
Campbell participó en la sexta temporada de Battle of the Blades, un reality show canadiense en el que los jugadores de hockey sobre hielo se asocian con patinadores artísticos y realizan rutinas en pareja frente a un panel de jueces cada semana para ganar dinero para las organizaciones benéficas seleccionadas. La emparejaron con el bailarín sobre hielo Asher Hill y el equipo patinó para la organización de defensa de la salud mental Do It For Daron. Campbell y Hill fueron los subcampeones de la temporada.
En 2023, Campbell fue anunciado como embajador de la marca de suplementos en aerosol oral Can-i Wellness.

## Estadísticas de carrera

### Temporada regular y playoffs
| 2006–07    | Melville Prairie Fire | SFMAAAHL   | 28  | 16 | 7  | 23  | 44  | 3 | 0 | 0 | 0 | 8 |
| 2007–08    | Melville Prairie Fire | SFMAAAHL   | 28  | 27 | 9  | 36  | 44  | 4 | 2 | 1 | 3 | 8 |
| 2008–09    | Pursuit of Excellence | CAN-HS     | 30  | 54 | 16 | 70  |     | – | – | – | – | – |
| 2009–10    | Pursuit of Excellence | CAN-HS     | 41  | 57 | 47 | 104 |     | – | – | – | – | – |
| 2010–11    | Cornell Big Red       | NCAA       | 31  | 11 | 15 | 26  | 18  | – | – | – | – | – |
| 2011–12    | Cornell Big Red       | NCAA       | 33  | 5  | 9  | 14  | 18  | – | – | – | – | – |
| 2012–13    | Cornell Big Red       | NCAA       | 34  | 16 | 8  | 24  | 38  | – | – | – | – | – |
| 2013–14    | Cornell Big Red       | NCAA       | 33  | 14 | 22 | 36  | 47  | – | – | – | – | – |
| 2014–15    | Calgary Inferno       | CWHL       | 21  | 12 | 5  | 17  | 4   | 2 | 0 | 0 | 0 | 0 |
| 2015–16    | Calgary Inferno       | CWHL       | 22  | 10 | 10 | 20  | 6   | 3 | 2 | 0 | 2 | 0 |
| 2016–17    | Calgary Inferno       | CWHL       | 20  | 7  | 6  | 13  | 16  | – | – | – | – | – |
| 2017–2019  | no jugó               | no jugó    |     |    |    |     |     |   |   |   |   |   |
| 2019–20    | Malmö Redhawks        | Damettan   | 5   | 10 | 2  | 12  | 16  | 6 | 4 | 1 | 5 | 4 |
| NCAA total | NCAA total            | NCAA total | 131 | 46 | 54 | 100 | 121 | – | – | – | – | – |
| CWHL total | CWHL total            | CWHL total | 63  | 29 | 21 | 50  | 26  | 5 | 2 | 0 | 2 | 0 |

Fuentes: 

### Internacional
| Año  | Equipo        | Evento                 | Resultado |   | GP | G | A  | Pts | PIM |
| ---- | ------------- | ---------------------- | --------- | - | -- | - | -- | --- | --- |
| 2009 | Canadá Sub-18 | Segunda Guerra Mundial | 2º        | 5 | 2  | 7 | 9  | 0   |     |
| 2010 | Canadá Sub-18 | Segunda Guerra Mundial | 1º        | 5 | 7  | 8 | 15 | 4   |     |
| 2015 | Canada        | Mundial                | 2º        | 5 | 0  | 0 | 0  | 4   |     |

## Premios y honores

### Internacional
- Medalla de plata en el Campeonato Mundial Sub-18 : 2009
- Medalla de oro en el Campeonato Mundial Sub-18 : 2010
- Jugador más valioso del Campeonato Mundial Sub-18 : 2010 [24]
- Top-3 del Campeonato Mundial Sub-18 por Equipo: 2010 [25]
- Medalla de plata en el Campeonato Mundial 2015

### Universidad
- Novato de hockey de la semana de la ECAC : semana del 25 de octubre de 2010 [26]

### Profesional
- Selección del Juego de las Estrellas de la CWHL : 2014-15, 2015-16
- Campeón de la Copa Clarkson : 2016